# Fédération internationale et européenne de football féminin
La Fédération internationale et européenne de football féminin (FIEFF, italien : Federazione Internazionale di Calcio Femminile e Europea) est une association de football féminin qui a existé de 1970 à 1972.  La FIEFF est connue pour avoir organisé deux « Coupes du monde » féminines officieuses (en 1970 en Italie et en 1971 au Mexique ), qui n'ont jamais reçu de reconnaissance officielle. Cette fédération a évolué en marge de la FIFA et de l'UEFA.

## Histoire de l'organisation
Dans le contexte de la résurgence du football féminin dans plusieurs pays européens à partir du milieu des années 1960 –  initialement interdit ou seulement toléré par les associations nationales de football officielles  –  un groupe d'hommes d'affaires et d'avocats de Turin , qui avait déjà créé une fédération nationale italienne autonome, la Federazione Italiana di Calcio Femminile (FICF), et organisé une Coupe d'Europe féminine des nations en Italie en 1969, décide de créer une fédération « internationale ». 
Après que les initiateurs aient contacté des représentants d'associations européennes, le congrès fondateur de la FIEFF a lieu en février 1970, réunissant des délégués de Suisse, d'Allemagne de l'Ouest, d'Angleterre, d'Autriche et du Mexique.  Le bureau élu ne comprenait toutefois que des Italiens, d'autant plus que l'organisation avait son siège à Turin : le président est l'avocat Dr. Lucci, son adjoint le notaire Zamparelli ; le conseil exécutif est complété par Rambaudi, le président de la FICF, Talarico, un cadre supérieur du sponsor principal, Martini & Rossi, et Boero, un spécialiste en médecine du sport .

## Les championnats du monde FIEFF
En juillet 1970, la FIEFF organise sa Coupe du monde féminine de football 1970. Huit équipes participent à cette « coupe du monde » : six sélections européennes (celles d'Allemagne, d'Angleterre, d'Autriche, d'Italie, de Suisse et de Tchécoslovaquie, qui déclare forfait peu avant le début de la compétition), la sélection du Mexique et un club danois (BK Femina). Dans l’ensemble, le tournoi est un succès financier pour la FIEFF. De ce fait, l’association renouvelle l'expérience l’année suivante. La FIEFF tient une réunion en décembre 1970 à laquelle des représentants de neuf pays -  les participants du premier tournoi, ainsi que la France, l'Espagne et les Pays-Bas  - prennent part. Quatre autres pays (Danemark, Suède, Écosse et Tchécoslovaquie) ont manifesté leur intérêt. Peu de temps après, la FIFA alertait les fédérations suédoise et écossaise que la FIEFF était une organisation qui poursuivait des "objectifs purement commerciaux". 
La Coupe du monde 1971 est finalement attribuée au Mexique . Le tournoi réunit six sélections entre le 6 août et le 5 septembre 1971. Plusieurs matchs sont diffusés par la télévision mexicaine, les principaux journaux du pays relatent la compétition  et les matchs ont eu lieu la plupart du temps devant des dizaines de milliers de spectateurs. Selon l'entraîneur français Pierre Geoffroy , plus de 90 000 spectateurs ont assisté aux matches disputés par les Mexicaines dans le stade Azteca ;  le match de la France contre le Danemark attire environ 30 000 spectateurs.  Afin de faire de cet événement, qui avait été préfinancé par Martini & Rossi, un succès commercial, les deux groupes de trois sont « arrangés » par la FIEFF : les Mexicaines jouent contre l'Argentine et l'Angleterre, tandis que le Danemark, équipe favorite, affronte l'Italie et la France. Les deux équipes « protégées » se retrouvent en finale, les Danoises s'imposant sur le score de 3 buts à 0. 
La FIEFF disparaît devant l'évidence de l'impossibilité d'organiser une troisième édition en 1972 en raison d'un manque de participantes. En effet, les associations nationales de football officielles ne voulaient pas enfreindre les règles fixées par l'UEFA et la FIFA interdisant de prendre part à ce type de tournoi.